# Klein Vielen
Klein Vielen település Németországban, Mecklenburg-Elő-Pomeránia tartományban. Lakosainak száma 644 fő (2023. december 31.).

## Népesség
A település népességének változása:
| Lakosok száma | 645  | 621  | 626  | 636  | 644  |
|               | 2017 | 2019 | 2021 | 2022 | 2023 |